# Nhóm Ładoś

Hộ chiếu giả của Paraguay do nhóm Ładoś sản xuất năm 1942 cho gia đình Do Thái Goldzweig

Nhóm Ładoś, nhóm Bern (tiếng Ba Lan: grupa berneńska hoặc grupa Ładosia, tiếng Pháp: groupe bernois) là tên được đặt cho một nhóm các nhà ngoại giao Ba Lan và các nhà hoạt động Do Thái, những người đã xây dựng ở Thụy Sĩ một hệ thống sản xuất bất hợp pháp hộ chiếu Mỹ Latinh nhằm cứu người Do Thái châu Âu khỏi cuộc thảm sát Holocaust trong Thế chiến thứ hai.

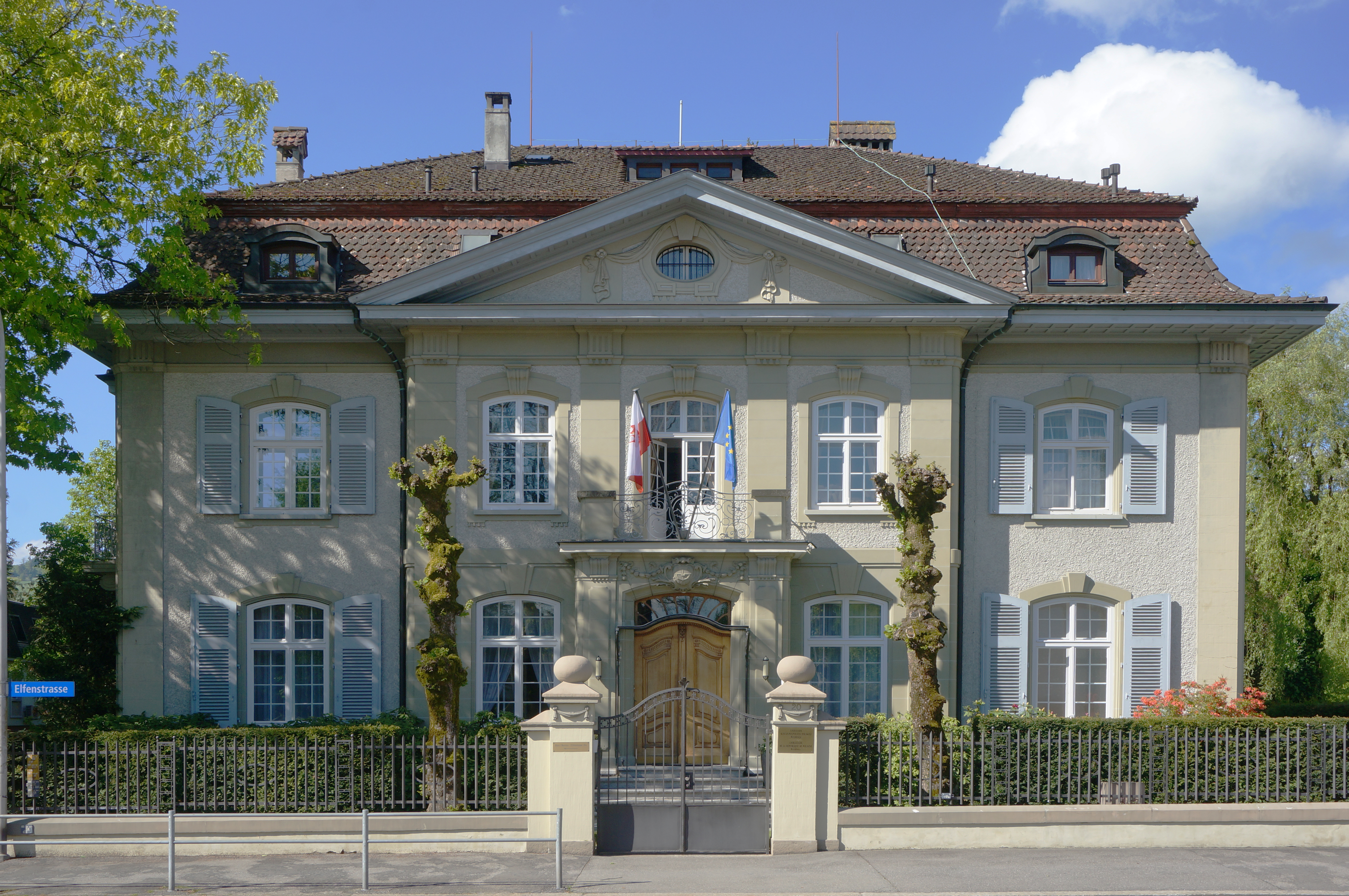
Nơi cư trú của Đại sứ quán Cộng hòa Ba Lan tại Bern

## Thành viên của nhóm
Nhóm này bao gồm bốn nhà ngoại giao từ Tòa công sứ Ba Lan tại Bern, đại diện của Ủy ban Hỗ trợ RELICO cho các nạn nhân Do Thái trong Chiến tranh do Quốc hội Do Thái thế giới thành lập và đại diện của tổ chức Agudat Israel. Năm trong số sáu thành viên có quốc tịch Ba Lan, và một nửa họ là người Do Thái.
Các thành viên của Nhóm Ładoś là:
- Aleksander Ładoś (1891 - 1963), Đặc phái viên Ba Lan tại Bern trong những năm 1940 - 1945
- Abraham Silberschein (1882 - 1951), luật sư, nhà hoạt động Chủ nghĩa phục quốc Do Thái, phó tướng trước chiến tranh Quốc hội Cộng hòa Ba Lan, người sáng lập ủy ban cứu hộ RELICO
- Konstanty Rokicki (1899 - 1958), lãnh sự Ba Lan tại Bern năm 1939 - 1945
- Chaim Yisroel Eiss (1876 - 1943), một thương gia sinh ra ở Ustrzyki,[5] lãnh đạo tổ chức Agudat Israel tại Zurich.
- Stefan Ryniewicz (1903 - 1988), cố vấn của Tòa công sứ Ba Lan trong những năm 1938 - 1945, người đại diện của Aleksander Ładoś.
- Juliusz Kühl (1913 - 1985), tùy viên của Tòa công sứ Ba Lan, chuyên gia về liên hệ với cộng đồng người Do Thái ở Thụy Sĩ.

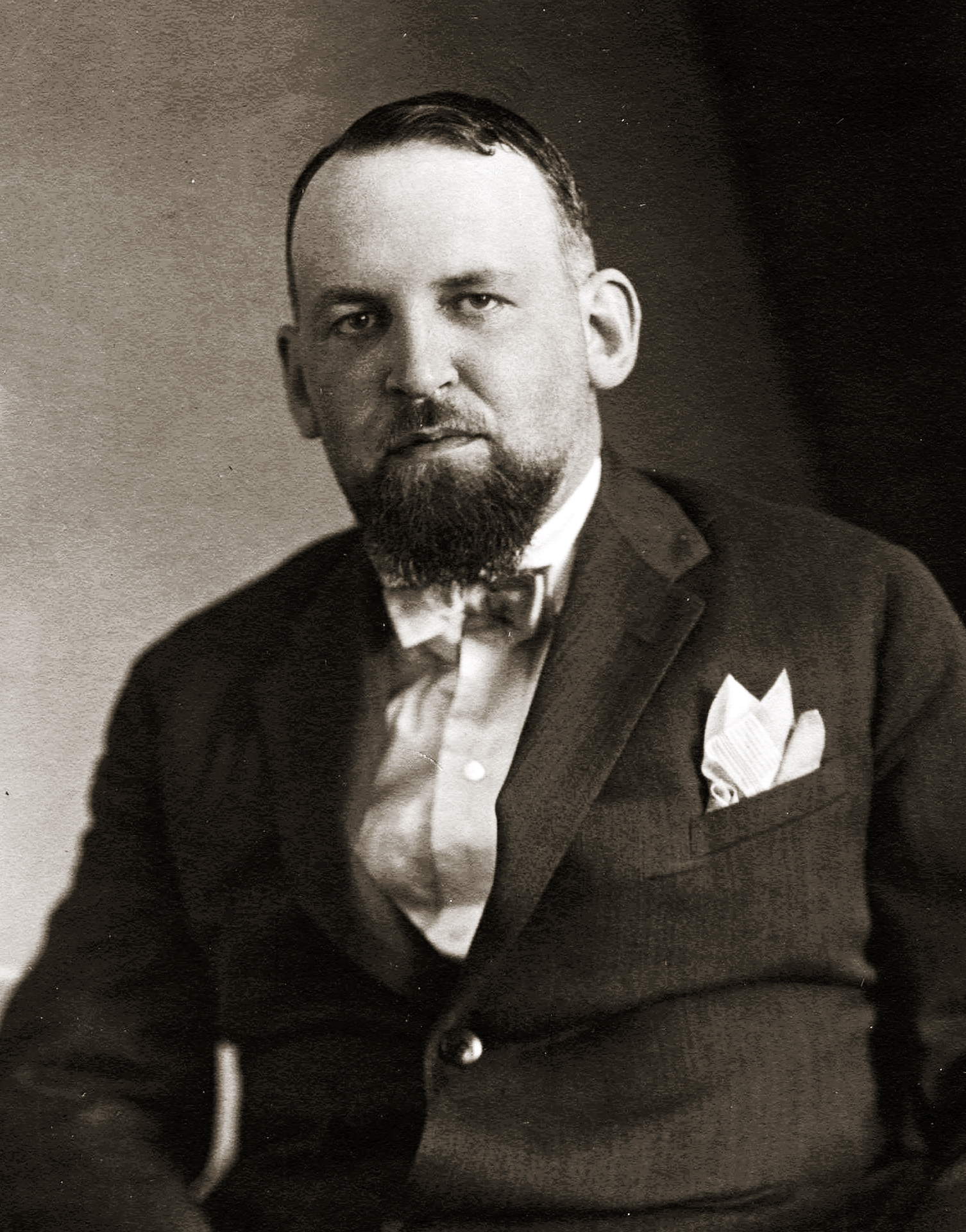
Aleksander Ładoś
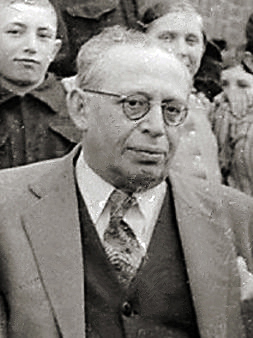
Áp-ra-ham Silberschein
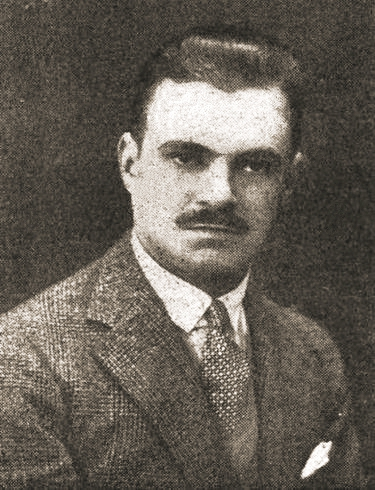
Konstanty Rokicki
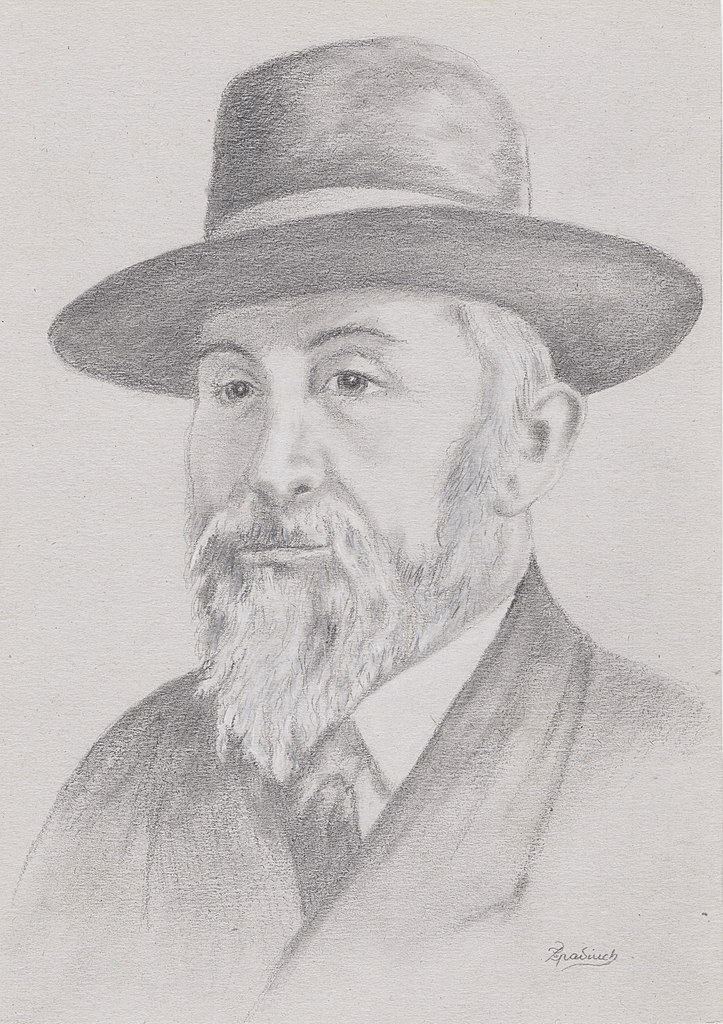
Chaim Eiss
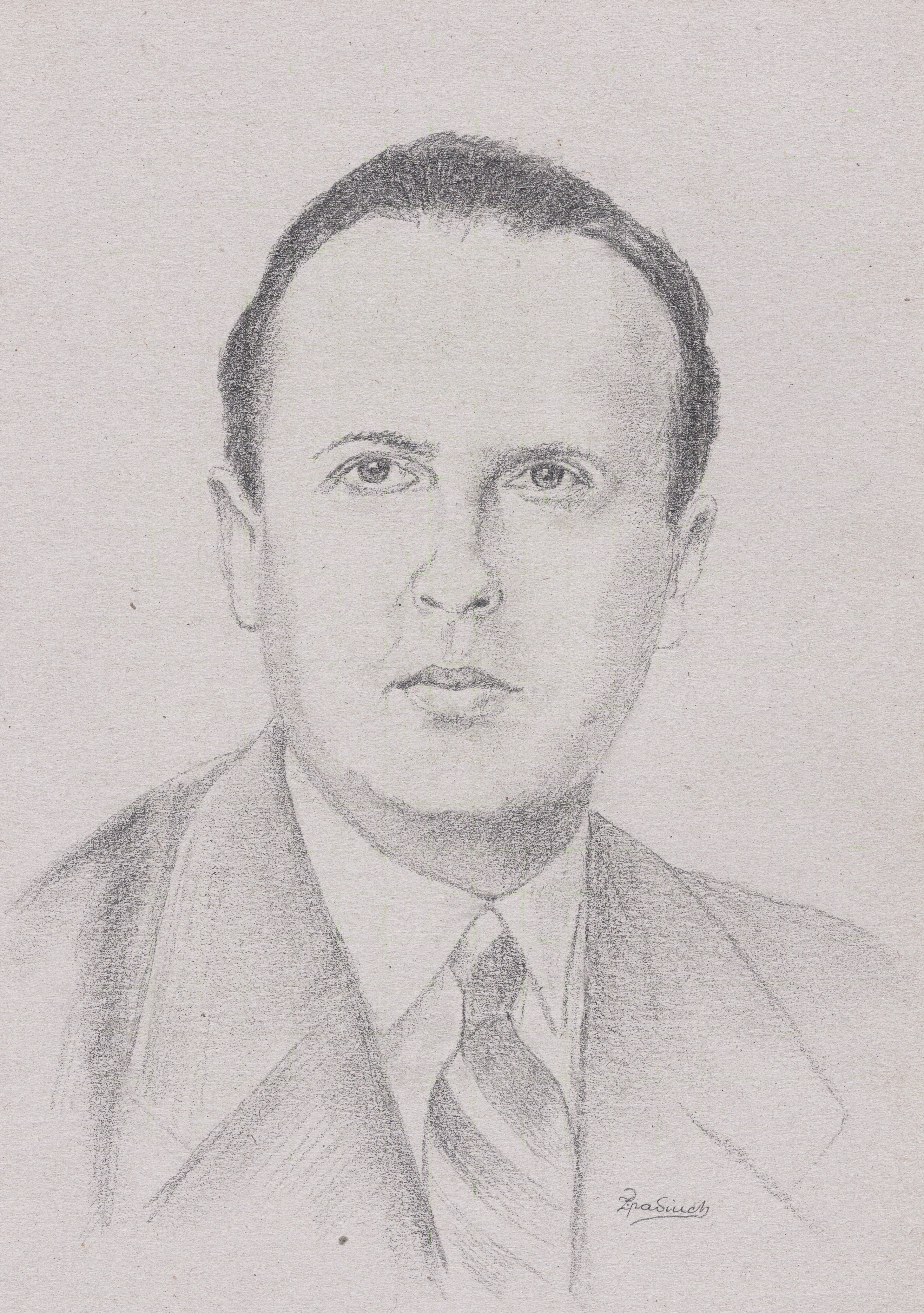
Stefan Ryniewicz
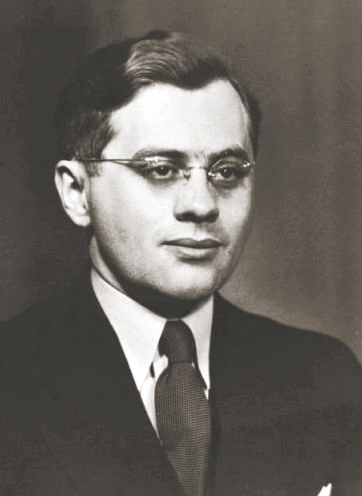
Juliusz Kühl

 Nhóm Ładoś có cấu trúc bán chính thức và các kết nối giữa các thành viên là bất cân xứng. Konstanty Rokicki là người tham gia nhiều nhất vào việc lấy và điền vào những hộ chiếu trống; Abraham Silberschein, Chaim Yisroel Eiss và Alfred Schwarzbaum (một nhà hoạt động giải cứu người Do Thái tị nạn từ Bedzin ) đã xử lý việc vận chuyển trái phép hộ chiếu, ảnh và dữ liệu cá nhân giữa Bern và khu vực châu Âu do Đức chiếm đóng, và cung cấp một phần đáng kể tài chính cho hoạt động này. Vai trò của Aleksander Ładoś và Stefan Ryniewicz là đảm bảo sự che chở ngoại giao giữa các Tòa công sứ ngoại giao thành phố Bern và ngăn chặn các nhà chức trách Thụy Sĩ phá vỡ hoạt động. Cả Ładoś và Ryniewicz đã can thiệp vào vụ án này vào năm 1943 và có tranh luận với ngoại trưởng Thụy Sĩ Marcel Pilet-Golaz và cảnh sát trưởng Heinrich Rothmund. Juliusz Kühl, người mà khi chiến tranh bùng nổ còn là một sinh viên 26 tuổi tốt nghiệp nghiên cứu tiến sĩ tại Đại học Bern, đã tạo điều kiện liên lạc giữa các tổ chức Do Thái và Tòa công sứ. Trong những năm sau đó, ông cũng được đề cử làm phó trưởng phòng lãnh sự. Ông có lẽ cũng xử lý vận chuyển trái phép hộ chiếu trống.

## Bối cảnh lịch sử
Vào tháng 9 năm 1939, Ba Lan bị Đức Quốc xã và Liên Xô tấn công và chia thành hai khu vực chiếm đóng. Gần 36 triệu công dân Ba Lan, trong đó có hơn 3 triệu cộng đồng Do Thái, chịu sự cai trị của Đức và Liên Xô. Đồng thời, chính phủ Ba Lan từ chối đầu hàng, và vào ngày 17 tháng 9 năm 1939, đã vượt qua biên giới với Romania- nơi bị chiếm đóng. Theo hiến pháp năm 1935, Tổng thống Ignacy Mościcki đã bổ nhiệm Władysław Raczkiewicz làm người kế vị. Ngoài ra, một chính phủ lưu vong mới của Ba Lan đã được thành lập tại Paris và bắt đầu xây dựng lại lực lượng vũ trang ở Pháp. Chính phủ, đứng đầu là tướng Władysław Sikorski, nắm quyền kiểm soát toàn bộ tài sản của Nhà nước Ba Lan ở nước ngoài, bao gồm cả mạng lưới các cơ quan ngoại giao của nước này. Sau Trận chiến nước Pháp của Đức diễn ra, chính phủ chuyển đến London, tiếp tục chiến đấu chống lại Đức. Ở phần lục địa của Tây Âu, chính phủ lưu vong Ba Lan được đại diện bởi các Tòa công sứ ở Thụy Sĩ, Bồ Đào Nha, Tây Ban Nha và Thụy Điển. Các quốc gia khác hoặc dưới sự chiếm đóng của Đức, hoặc dưới áp lực của Đức, đã đóng cửa các cơ quan ngoại giao Ba Lan. Tại Bern, Thụy Sĩ, Tòa công sứ được đặt tại Elfenstr, thuộc quận ngoại giao Kirchenfeld. Thêm vào đó, kể từ năm 1940, tại Thunstr, một tòa nhà khác có Khu vực lãnh sự đã được thuê. Kể từ tháng 4 năm 1940, Tòa công sứ được lãnh đạo bởi Aleksander Ładoś, ông là phái viên trước chiến tranh ở Latvia (1923 - 26) và tổng lãnh sự ở Munich (1927 - 31). Ładoś rời Ba Lan sau cuộc xâm lược và phục vụ trong một thời gian ngắn với tư cách là thành viên của chính phủ của Władysław Sikorski. Khi ông đảm nhiệm chức vụ tại Bern, có ba nhà ngoại giao khác đã làm việc ở đó: Ryniewicz từ năm 1938, và Kühl và Rokicki từ năm 1939. Rokicki và Ryniewicz biết nhau từ nhiệm kỳ trước đó của họ ở Riga (1934 - 36) và có lẽ là bạn thân. Ở Bern, họ đã gặp Kühl và Ładoś. Abraham Silberschein, người được cho là đại biểu của Đại hội Phục quốc 21, đã đến Geneva từ Lviv ngay trước khi chiến tranh bùng nổ. Chaim Yisroel Eiss đã ở lại Thụy Sĩ từ đầu thế kỷ 20 và có một cửa hàng ở Zurich. Cả hai đại diện của các tổ chức Do Thái không biết nhau trước chiến tranh và có hoạt động chính trị tách biệt.

## Sự hình thành và mô hình sản xuất hộ chiếu
Theo Juliusz Kühl, ý tưởng sản xuất hộ chiếu giả đã được nảy ra vào đêm trước năm 1940 và không có mối liên hệ nào với Holocaust. Vài chục tài liệu của Paraguay đã được tạo ra với mục đích cho phép người Do Thái có ảnh hưởng từ các khu vực bị Liên Xô chiếm đóng thoát khỏi Nhật Bản. Tòa công sứ đã bắt tay với một lãnh sự danh dự của Paraguay- công chứng viên Bernese Rudolf Hügli, người đã sẵn sàng bán hộ chiếu trống và mua khoảng 30 hộ chiếu trong số đó. Người ta không biết ai đã điền vào số hộ chiếu đó, và làm thế nào chúng được gửi đến Liên Xô. Ban đầu, người ta cho rằng các hoạt động như vậy có thể được thực hiện riêng lẻ, vì kế hoạch có thể bị bại lộ. Tuy nhiên, trong những năm sau đó, việc sản xuất các tài liệu tương tự vẫn tiếp tục. Ví dụ được biết đến nhiều nhất là hộ chiếu mà Eli Sternbuch có được cho người vợ tương lai Guta Eisenzweig và mẹ cô vào tháng 11 năm 1941. Gia đình Sternbuch có được nó bằng cách liên hệ với Juliusz Kühl. Người ta không biết ai đã điền vào tài liệu này. Nghiên cứu của Yad Vashem năm 1957 cho thấy có nhiều hộ chiếu hơn - đặc biệt là vào năm 1941 - trong cuộc xâm lược của Đức vào Liên Xô, và sau khi các khu trại tập trung của người Do Thái được tạo ra. Nhiều người mang các tài liệu như vậy đã được giải thoát khỏi những trại tập trung và đeo một Ngôi sao David. Việc sản xuất hộ chiếu quy mô lớn bắt đầu vào năm 1942, sau Hội nghị Wannsee, khi vụ giết người Do Thái châu Âu hàng loạt được phán quyết. Từ thời điểm đó, hộ chiếu của các nước Mỹ Latinh được miễn trục xuất đến trại hủy diệt Đức Quốc xã, vì những người nắm giữ chúng được gửi đến các trại thực tập ở Đức và khu vực Pháp bị chiếm đóng. Ban đầu, hoạt động được thực hiện một cách thiếu tổ chức, làm tăng khả năng thất bại. Đây là lý do tại sao Tòa công sứ tiếp cận với Abraham Silberschein vào năm 1942.
Bị cảnh sát điều tra, Silberchein mô tả như sau: Tôi đã có một cuộc họp tại Tòa công sứ Ba Lan ở Bern với thư ký của ông I Ryniewicz và ông Rokicki, người quản lý bộ phận lãnh sự. Cả hai quý ông đều thu hút sự chú ý của tôi đến việc một số người ở Thụy Sĩ giải quyết việc cung cấp hộ chiếu của các quốc gia Mỹ Latinh cho người Ba Lan ở các quốc gia bị Đức chiếm đóng. Những hộ chiếu cho phép chủ sở hữu chúng cải thiện tình hình của họ. Chúng tôi đã có một "thị trường hộ chiếu đen" thực sự. Các quý ông từ Tòa công sứ bày tỏ mong muốn rằng tôi sẽ chịu trách nhiệm về vấn đề này, điều mà tôi cũng đã làm thay mặt cho RELICO.

## Hộ chiếu của Paraguay
Khối liên kết RELICO- Tòa công sứ tạo thành cốt lõi của tổ chức. Silberschein gửi danh sách những người dự kiến trở thành người mang hộ chiếu đến cho Rokicki, sau đó, người này đã ghi lại danh sách đó và làm thành những hộ chiếu của Paraguay. Một cuộc trao đổi thư tín điển hình giữa Silberschein và Rokicki vào năm 1942 và 1943 bao gồm một lá thư từ Silberschein với danh sách những người được cấp hộ chiếu. Rokicki đã gửi cho Silberschein lần lượt những hộ chiếu hoặc bản sao của chúng - cái mà được chứng nhận bởi một công chứng viên và một lá thư từ lãnh sự Rudolf Hügli, trong đó những người mang hộ chiếu được thông báo rằng họ đã nhận được quốc tịch Paraguay. Ngoài ra, nhiều xác nhận riêng về quyền công dân của Paraguay đã được ban hành. Danh sách người nhận các giấy tờ đó chứa vài nghìn tên. Thoạt nhìn, có vẻ như phần lớn hộ chiếu Paraguay được cấp từ ngày 18 đến 30 tháng 12 năm 1942 và không hộ chiếu nào trong số đó được điền vào năm 1943. Tuy nhiên, thư tín giữa Silberschein và Rokicki có sẵn trong kho lưu trữ của Yad Vashem chỉ ra rằng những hộ chiếu này đã bị quá hạn (có bằng chứng cho thấy một số hộ chiếu ngày 30 tháng 12 năm 1942 đã được cấp vào mùa thu năm 1943). Đại đa số hộ chiếu của Paraguay có dấu vết chữ viết tay của Konstanty Rokicki, nhưng cũng có một số hộ chiếu được điền bởi một nhân vật khác. Khả năng cao là những hộ chiếu này được điền bởi Juliusz Kühl hoặc Stefan Ryniewicz, bản thân ông là một lãnh sự có kinh nghiệm. Hộ chiếu được cấp cho công dân Do Thái của Ba Lan, Hà Lan, Slovakia và Hungary cũng như cho người Do Thái bị tước quyền công dân Đức. Số thứ tự hộ chiếu được tìm thấy trong kho lưu trữ của Silberschein ở Yad Vashem cho thấy rằng các tài liệu này đã được sản xuất ít nhất 3 đợt, kiểm đếm tất cả là có ít nhất 1056 bản. Đối với nhiều trường hợp, có nhiều hơn một hoặc hai người được đề cập trong hộ chiếu. Có thể dễ dàng chỉ ra được rằng ít nhất 2.100 người là người thụ hưởng các tài liệu này. Mỗi hộ chiếu có giá từ 500 đến 2.000 franc Thụy Sĩ. Số tiền đã được chuyển đến tay Rudolf Hügli bởi các nhà ngoại giao Ba Lan - Rokicki, Kühl và Ryniewicz - và mang lại cho ông thu nhập khổng lồ, so sánh với mức lương hàng tháng của Aleksander Ładoś tương đương với 1.800 franc, và của Juliusz Kühl là 350 franc.

## Hộ chiếu của Peru và El Salvador
Năm 1943, Silberschein đã thiết lập liên lạc với lãnh sự Peru ở Geneva, José Barreto. Baretto trao cho Silberschein 28 hộ chiếu với giá 10-12 nghìn franc. Tổng lãnh sự Peru, người được thông báo về cuộc sự việc này, đã bãi nhiệm Barreto. Một cuộc tranh cãi nổ ra giữa Silberschein và Ryniewicz, người đã buộc tội hành động tự thân trước đây của ông. Từ bức thư tín này, có vẻ như Tòa công sứ Ba Lan đã yêu cầu thông tin đầy đủ về hành động này. Ryniewicz cũng đã can thiệp thành công để cứu Barreto và che đậy vụ án và lấy cảm hứng từ hành động tương tự của Tòa công sứ Ba Lan ở Lima. Năm 1943, Silberschein đã thiết lập liên lạc với một nhân viên Do Thái của Tổng lãnh sự quán El Salvador ở Geneva, George Mandel-Mantello. Mantello - rất có thể với sự đồng ý của lãnh sự - Arturo Castellanos, đã trao cho anh ta hộ chiếu và chứng nhận quốc tịch. Tòa công sứ Ba Lan có lẽ đã được thông báo về số hộ chiếu được cấp và về các liên hệ giữa Silberschein-Mantello, nhưng không có bằng chứng nào cho thấy họ tham gia sản xuất tài liệu. Năm 2010, Arturo Castellanos được Yad Vashem trao tặng danh hiệu Người dân ngoại công chính.

## Hộ chiếu của Honduras, Haiti và các nước khác
Đối với các hộ chiếu của Honduras, Silberschein đã liên lạc trực tiếp với Anton Bauer, cựu Lãnh sự danh dự của Honduras, người đã đánh cắp con dấu và cấp các tài liệu bất hợp pháp tại văn phòng của ông ở Bern. Người nhận thư của Silberschein là con gái của Bauer - Isabella. Tuy nhiên, người ta có thể tìm ra được dấu vết của việc lấy hộ chiếu thông qua Rokicki. Vào ngày 27 tháng 5 năm 1943, Silberschein đã yêu cầu ông làm một loạt hộ chiếu cho ngày hôm sau và ít nhất hai hộ chiếu của người Honduras đã được cấp ngay sau đó.

## Kết quả của những nỗ lực giải cứu
Vào tháng 1 năm 1944, Silberschein đã báo cáo rằng nhờ vào hoạt động này, khoảng 10 nghìn người đã được cứu khỏi bị gửi đến các trại hủy diệt của Đức. Theo ông, những người mang hộ chiếu Mỹ Latinh được gửi tới các trại thực tập ở Tittmoning, Liebenau và Bölsenberg ở Đức và trại Vittel ở Pháp. Vào tháng 3 năm 1944, người Đức đã tiến hành thanh trừng, giết chết từ 200 đến 300 tù nhân, nhưng những người ở những nơi khác hầu hết đều được tha. Một trong những tài liệu từ kho lưu trữ của Silberschein ước tính rằng một thời gian ngắn trước khi giải phóng tiểu trại Bergen-Belsen, đã có hơn 1.100 người mang hộ chiếu. Silberschein cũng viết rằng ông đã gặp nhiều người trong số họ trong chuyến thăm Ba Lan vào tháng 5 năm 1946. Theo Đại sứ quán Ba Lan tại Bern, hơn 1050 hộ chiếu đã được cấp cho ít nhất 2.100 người.

## Nhóm Ładoś trong văn học
Phần lớn các nghiên cứu về vụ giải cứu người Do Thái được tiến hành với những thông tin cung cấp bởi từng thành viên của nhóm. Điều này là do thực tế là nhóm đã hành động theo mưu cơ bí mật và do thiếu ghi chép toàn diện bởi bất kỳ thành viên nào. Aleksander Ładoś đã công bố mô tả về hành động giải cứu trong phần ba, những ký ức còn dang dở, nhưng ông đã qua đời mà chưa hoàn thành được câu chuyện. Các nhà ngoại giao từ Nhóm Ładoś - Ładoś, Rokicki, Kühl và Ryniewicz - được nêu tên trong thư cảm ơn bởi tổ chức Agudat Israel từ tháng 1/1945. Năm 2015, Agnieszka Haska đã xuất bản một bài viết về việc cứu người Do Thái của các nhà ngoại giao Ba Lan tại Bern. Vào tháng 8 năm 2017, Markus Blechner - Lãnh sự danh dự của Ba Lan tại Zürich, cùng với các nhà báo Zbigniew Parafianowicz và Michał Potocki đã mô tả kế hoạch này, công nhận sự đóng góp của tất cả các thành viên trong nhóm đối với sự sống sót của những người mang hộ chiếu. Vụ việc Hộ chiếu Mỹ Latinh là chủ đề của một bài thơ của Władysław Szlengel, một nhà thơ người Do Thái gốc Ba Lan, tác giả của bài thơ "Hộ chiếu", được viết trong khu trại tập trung Warsaw.

## Lưu trữ Eiss
Với sự hỗ trợ của Lãnh sự danh dự Markus Blechner, một số tài liệu liên quan đến nhóm Ładoś đã được Bộ Văn hóa Ba Lan mua lại từ một nhà sưu tập tư nhân ở Israel năm 2018. Được đặt tên là Lưu trữ Eiss, chúng được trưng bày trong đại sứ quán Ba Lan ở Thụy Sĩ vào tháng 1 năm 2019, và sau đó được chuyển đến Bảo tàng Nhà nước Auschwitz-Birkenau ở Ba Lan.

## Tranh cãi Yad Vashem
Vào tháng 4 năm 2019, tổ chức Người dân ngoại công chính Yad Vashem đã trao danh hiệu này cho Konstanty Rokicki và đưa ra "đánh giá cao" cho Aleksander Ładoś và Stefan Ryniewicz, với lý do cho rằng Rokicki đứng đầu nhóm Ładoś. Tài liệu gọi nhầm là Ładoś và Ryniewicz "lãnh sự" . Quyết định này đã gây ra sự phẫn nộ và thất vọng trong các thành viên gia đình của hai nhà ngoại giao Ba Lan quá cố, và trong số những người sống sót . Ba mươi trong số họ đã ký một bức thư ngỏ tới Yad Vashem . Anh em họ của Rokicki từ chối nhận huy chương cho đến khi hai nhà ngoại giao Ba Lan kia, cấp trên của Rokicki cũng được công nhận là Người dân ngoại công chính. Đại sứ Ba Lan tại Thụy Sĩ Jakub Kumoch, người góp phần phát hiện ra Rokicki cũng bác bỏ cách giải thích của Yad Vashem, nói rằng Rokicki làm việc dưới quyền của Ładoś và Ryniewicz .

## Những nguồn khác
- Abracham Silberschein lưu trữ, bộ sưu tập kỹ thuật số Yad Vashem
- Lưu trữ Liên bang Thụy Sĩ, Bern, E 2809/1/3, E 4800 (A) 1967/111/328, B.23.22. Parag-OV - hồ sơ Hügli, C 16/2032 - hồ sơ Silberschein, hồ sơ A. Bauer
- Hồi ký dang dở của Aleksander adoś, IX.1.2.19, Cục lịch sử quân sự, Warsaw, Ba Lan
- Tài liệu liên quan đến Aleksander adoś. Lưu trữ Nhà nước ở Ba Lan - Archiwum Akt Nowych [truy cập 14/3/2018]